# European Challenge Cup 2006/07
Der European Challenge Cup 2006/07 war die elfte Ausgabe des European Challenge Cup, des zweitrangigen europäischen Pokalwettbewerbs im Rugby Union. Es waren 20 Mannschaften beteiligt. Der Wettbewerb begann am 20. Oktober 2006, das Finale fand am 19. Mai 2007 in The Stoop in London statt. Den Titel gewann das französische Team ASM Clermont Auvergne.

## Modus
Alle Mannschaften der englischen Guinness Premiership, der französischen Top 14 und der internationalen Magners League, die sich nicht für den Heineken Cup qualifiziert hatten, nahmen am European Challenge Cup teil. Hinzu kamen vier Mannschaften aus der italienischen Super 10 sowie ein Vertreter Rumäniens.
In der Gruppenphase waren die 20 Teams in fünf Gruppen mit je vier Mannschaften eingeteilt. Die Setzreihenfolge basierte auf der Platzierung in der gesamteuropäischen Clubrangliste. Jede Mannschaft spielte je ein Heim- und ein Auswärtsspiel gegen die drei Gruppengegner. In der Gruppenphase erhielten die Mannschaften:
- vier Punkte für einen Sieg
- zwei Punkte für ein Unentschieden
- einen Bonuspunkt bei vier oder mehr Versuchen
- einen Bonuspunkt bei einer Niederlage mit sieben oder weniger Punkten Differenz

Für das Viertelfinale qualifizierten sich die fünf Gruppensieger und die drei besten Gruppenzweiten. Das Heimspielrecht im Viertelfinale hatten jene vier Mannschaften, die in der Gruppenphase erfolgreicher waren.

## Gruppenphase

### Gruppe 1
|    | Team                  | Spiele | Siege | Unent. | Ndlg. | Spiel- punkte | Diff. | Bonus- punkte | Tabellen- punkte |
| -- | --------------------- | ------ | ----- | ------ | ----- | ------------- | ----- | ------------- | ---------------- |
| 1. | Newport Gwent Dragons | 6      | 5     | 0      | 1     | 211:79        | + 132 | 5             | 25               |
| 2. | Bristol Rugby         | 6      | 5     | 0      | 1     | 168:69        | + 99  | 5             | 25               |
| 3. | București Rugby       | 6      | 1     | 0      | 5     | 124:230       | − 106 | 4             | 8                |
| 4. | Aviron Bayonnais      | 6      | 1     | 0      | 5     | 106:231       | − 125 | 3             | 7                |

| 20. Oktober 2006 19:30 WESZ | Newport Gwent Dragons | 50 : 3 | Aviron Bayonnais | Rodney Parade, Newport Zuschauer: 5.112 |
| 20. Oktober 2006 19:30 WESZ | Bericht               |        |                  | Rodney Parade, Newport Zuschauer: 5.112 |

| 21. Oktober 2006 15:00 OESZ | București Rugby | 3 : 27 | Bristol Rugby | Stadionul Arcul de Triumf, Bukarest Zuschauer: 1.000 |
| 21. Oktober 2006 15:00 OESZ | Bericht         |        |               | Stadionul Arcul de Triumf, Bukarest Zuschauer: 1.000 |

| 27. Oktober 2006 19:45 WESZ | Bristol Rugby | 11 : 7 | Newport Gwent Dragons | Memorial Stadium, Bristol Zuschauer: 8.113 |
| 27. Oktober 2006 19:45 WESZ | Bericht       |        |                       | Memorial Stadium, Bristol Zuschauer: 8.113 |

| 28. Oktober 2006 14:00 OESZ | București Rugby | 32 : 27 | Aviron Bayonnais | Stadionul Arcul de Triumf, Bukarest Zuschauer: 1.000 |
| 28. Oktober 2006 14:00 OESZ | Bericht         |         |                  | Stadionul Arcul de Triumf, Bukarest Zuschauer: 1.000 |

| 8. Dezember 2006 19:30 MEZ | Aviron Bayonnais | 17 : 38 | Bristol Rugby | Stade Jean-Dauger, Bayonne Zuschauer: 4.000 |
| 8. Dezember 2006 19:30 MEZ | Bericht          |         |               | Stade Jean-Dauger, Bayonne Zuschauer: 4.000 |

| 8. Dezember 2006 19:30 WEZ | Newport Gwent Dragons | 66 : 10 | București Rugby | Rodney Parade, Newport Zuschauer: 4.325 |
| 8. Dezember 2006 19:30 WEZ | Bericht               |         |                 | Rodney Parade, Newport Zuschauer: 4.325 |

| 15. Dezember 2006 19:45 WEZ | Bristol Rugby | 48 : 6 | Aviron Bayonnais | Memorial Stadium, Bristol Zuschauer: 5.400 |
| 15. Dezember 2006 19:45 WEZ | Bericht       |        |                  | Memorial Stadium, Bristol Zuschauer: 5.400 |

| 16. Dezember 2006 13:00 OEZ | București Rugby | 29 : 39 | Newport Gwent Dragons | Stadionul Arcul de Triumf, Bukarest Zuschauer: 500 |
| 16. Dezember 2006 13:00 OEZ | Bericht         |         |                       | Stadionul Arcul de Triumf, Bukarest Zuschauer: 500 |

| 12. Januar 2007 19:30 MEZ | Aviron Bayonnais | 38 : 31 | București Rugby | Stade Jean-Dauger, Bayonne Zuschauer: 3.600 |
| 12. Januar 2007 19:30 MEZ | Bericht          |         |                 | Stade Jean-Dauger, Bayonne Zuschauer: 3.600 |

| 12. Januar 2007 19:30 WEZ | Newport Gwent Dragons | 17 : 11 | Bristol Rugby | Rodney Parade, Newport Zuschauer: 6.834 |
| 12. Januar 2007 19:30 WEZ | Bericht               |         |               | Rodney Parade, Newport Zuschauer: 6.834 |

| 19. Januar 2007 19:30 WEZ | Bristol Rugby | 33 : 19 | București Rugby | Memorial Stadium, Bristol Zuschauer: 5.621 |
| 19. Januar 2007 19:30 WEZ | Bericht       |         |                 | Memorial Stadium, Bristol Zuschauer: 5.621 |

| 19. Januar 2007 20:30 MEZ | Aviron Bayonnais | 15 : 32 | Newport Gwent Dragons | Stade Jean-Dauger, Bayonne Zuschauer: 4.000 |
| 19. Januar 2007 20:30 MEZ | Bericht          |         |                       | Stade Jean-Dauger, Bayonne Zuschauer: 4.000 |

### Gruppe 2
|    | Team             | Spiele | Siege | Unent. | Ndlg. | Spiel- punkte | Diff. | Bonus- punkte | Tabellen- punkte |
| -- | ---------------- | ------ | ----- | ------ | ----- | ------------- | ----- | ------------- | ---------------- |
| 1. | Saracens         | 6      | 5     | 1      | 0     | 225:101       | + 124 | 5             | 27               |
| 2. | Glasgow Warriors | 6      | 4     | 1      | 1     | 204:72        | + 132 | 4             | 22               |
| 3. | RC Narbonne      | 6      | 2     | 0      | 4     | 127:171       | − 44  | 2             | 10               |
| 4. | Gran Parma       | 6      | 0     | 0      | 6     | 84:296        | − 212 | 1             | 1                |

| 21. Oktober 2006 14:30 MESZ | Gran Parma | 16 : 19 | RC Narbonne | Stadio Sergio Lanfranchi, Parma Zuschauer: 300 |
| 21. Oktober 2006 14:30 MESZ | Bericht    |         |             | Stadio Sergio Lanfranchi, Parma Zuschauer: 300 |

| 22. Oktober 2006 15:00 WESZ | Saracens | 28 : 23 | Glasgow Warriors | Vicarage Road, Watford Zuschauer: 4.266 |
| 22. Oktober 2006 15:00 WESZ | Bericht  |         |                  | Vicarage Road, Watford Zuschauer: 4.266 |

| 27. Oktober 2006 19:30 WESZ | Glasgow Warriors | 69 : 7 | Gran Parma | Hughenden Stadium, Glasgow Zuschauer: 1.707 |
| 27. Oktober 2006 19:30 WESZ | Bericht          |        |            | Hughenden Stadium, Glasgow Zuschauer: 1.707 |

| 28. Oktober 2006 19:30 MESZ | RC Narbonne | 20 : 37 | Saracens | Parc des Sports et de l’Amitié, Narbonne Zuschauer: 2.500 |
| 28. Oktober 2006 19:30 MESZ | Bericht     |         |          | Parc des Sports et de l’Amitié, Narbonne Zuschauer: 2.500 |

| 8. Dezember 2006 19:30 WEZ | Glasgow Warriors | 51 : 7 | RC Narbonne | Hughenden Stadium, Glasgow Zuschauer: 1.431 |
| 8. Dezember 2006 19:30 WEZ | Bericht          |        |             | Hughenden Stadium, Glasgow Zuschauer: 1.431 |

| 10. Dezember 2006 15:00 WEZ | Saracens | 71 : 16 | Gran Parma | Vicarage Road, Watford Zuschauer: 3.379 |
| 10. Dezember 2006 15:00 WEZ | Bericht  |         |            | Vicarage Road, Watford Zuschauer: 3.379 |

| 16. Dezember 2006 14:30 MEZ | Gran Parma | 16 : 36 | Saracens | Stadio Sergio Lanfranchi, Parma Zuschauer: 800 |
| 16. Dezember 2006 14:30 MEZ |            |         |          | Stadio Sergio Lanfranchi, Parma Zuschauer: 800 |

| 16. Dezember 2006 19:30 MEZ | RC Narbonne | 7 : 8 | Glasgow Warriors | Parc des Sports et de l’Amitié, Narbonne Zuschauer: 4.500 |
| 16. Dezember 2006 19:30 MEZ | Bericht     |       |                  | Parc des Sports et de l’Amitié, Narbonne Zuschauer: 4.500 |

| 13. Januar 2007 14:30 MEZ | Gran Parma | 17 : 47 | Glasgow Warriors | Stadio Sergio Lanfranchi, Parma Zuschauer: 700 |
| 13. Januar 2007 14:30 MEZ | Bericht    |         |                  | Stadio Sergio Lanfranchi, Parma Zuschauer: 700 |

| 14. Januar 2007 15:00 WEZ | Saracens | 47 : 20 | RC Narbonne | Vicarage Road, Watford Zuschauer: 5.782 |
| 14. Januar 2007 15:00 WEZ | Bericht  |         |             | Vicarage Road, Watford Zuschauer: 5.782 |

| 19. Januar 2007 19:30 WEZ | Glasgow Warriors | 6 : 6 | Saracens | Hughenden Stadium, Glasgow Zuschauer: 2.570 |
| 19. Januar 2007 19:30 WEZ | Bericht          |       |          | Hughenden Stadium, Glasgow Zuschauer: 2.570 |

| 20. Januar 2007 19:30 MEZ | RC Narbonne | 54 : 12 | Gran Parma | Parc des Sports et de l’Amitié, Narbonne Zuschauer: 2.500 |
| 20. Januar 2007 19:30 MEZ | Bericht     |         |            | Parc des Sports et de l’Amitié, Narbonne Zuschauer: 2.500 |

### Gruppe 3
|    | Team                  | Spiele | Siege | Unent. | Ndlg. | Spiel- punkte | Diff. | Bonus- punkte | Tabellen- punkte |
| -- | --------------------- | ------ | ----- | ------ | ----- | ------------- | ----- | ------------- | ---------------- |
| 1. | CA Brive              | 6      | 5     | 0      | 1     | 225:79        | + 146 | 4             | 24               |
| 2. | Newcastle Falcons     | 6      | 4     | 0      | 2     | 181:85        | + 96  | 5             | 21               |
| 3. | US Montauban          | 6      | 3     | 0      | 3     | 107:98        | + 9   | 1             | 13               |
| 4. | Petrarca Rugby Padova | 6      | 0     | 0      | 6     | 47:298        | − 251 | 0             | 0                |

| 20. Oktober 2006 19:00 MESZ | US Montauban | 15 : 6 | CA Brive | Stade de Sapiac, Montauban Zuschauer: 6.000 |
| 20. Oktober 2006 19:00 MESZ | Bericht      |        |          | Stade de Sapiac, Montauban Zuschauer: 6.000 |

| 20. Oktober 2006 20:00 WESZ | Newcastle Falcons | 50 : 5 | Petrarca Rugby Padova | Kingston Park, Newcastle upon Tyne Zuschauer: 4.233 |
| 20. Oktober 2006 20:00 WESZ | Bericht           |        |                       | Kingston Park, Newcastle upon Tyne Zuschauer: 4.233 |

| 28. Oktober 2006 15:00 WESZ | CA Brive | 41 : 12 | Newcastle Falcons | Stade Amédée-Domenech, Brive-la-Gaillarde Zuschauer: 8.000 |
| 28. Oktober 2006 15:00 WESZ | Bericht  |         |                   | Stade Amédée-Domenech, Brive-la-Gaillarde Zuschauer: 8.000 |

| 28. Oktober 2006 15:00 WEZ | Petrarca Rugby Padova | 5 : 53 | US Montauban | Stadio Plebiscito, Padua Zuschauer: 1.200 |
| 28. Oktober 2006 15:00 WEZ | Bericht               |        |              | Stadio Plebiscito, Padua Zuschauer: 1.200 |

| 8. Dezember 2006 19:00 MEZ | US Montauban | 16 : 10 | Newcastle Falcons | Stade de Sapiac, Montauban Zuschauer: 4.000 |
| 8. Dezember 2006 19:00 MEZ | Bericht      |         |                   | Stade de Sapiac, Montauban Zuschauer: 4.000 |

| 9. Dezember 2006 15:00 MEZ | CA Brive | 78 : 18 | Petrarca Rugby Padova | Stade Amédée-Domenech, Brive-la-Gaillarde Zuschauer: 3.000 |
| 9. Dezember 2006 15:00 MEZ | Bericht  |         |                       | Stade Amédée-Domenech, Brive-la-Gaillarde Zuschauer: 3.000 |

| 16. Dezember 2006 15:00 MEZ | Petrarca Padova Rugby | 6 : 48 | CA Brive | Stadio Plebiscito, Padua Zuschauer: 500 |
| 16. Dezember 2006 15:00 MEZ | Bericht               |        |          | Stadio Plebiscito, Padua Zuschauer: 500 |

| 17. Dezember 2006 15:00 WEZ | Newcastle Falcons | 35 : 0 | US Montauban | Kingston Park, Newcastle upon Tyne Zuschauer: 5.895 |
| 17. Dezember 2006 15:00 WEZ | Bericht           |        |              | Kingston Park, Newcastle upon Tyne Zuschauer: 5.895 |

| 12. Januar 2007 19:00 MEZ | US Montauban | 19 : 7 | Petrarca Padova Rugby | Stade de Sapiac, Montauban Zuschauer: 4.000 |
| 12. Januar 2007 19:00 MEZ | Bericht      |        |                       | Stade de Sapiac, Montauban Zuschauer: 4.000 |

| 12. Januar 2007 20:00 WEZ | Newcastle Falcons | 24 : 17 | CA Brive | Kingston Park, Newcastle upon Tyne Zuschauer: 4.388 |
| 12. Januar 2007 20:00 WEZ | Bericht           |         |          | Kingston Park, Newcastle upon Tyne Zuschauer: 4.388 |

| 20. Januar 2007 15:00 MEZ | CA Brive | 15 : 6 | US Montauban | Stade Amédée-Domenech, Brive-la-Gaillarde Zuschauer: 6.500 |
| 20. Januar 2007 15:00 MEZ | Bericht  |        |              | Stade Amédée-Domenech, Brive-la-Gaillarde Zuschauer: 6.500 |

| 20. Januar 2007 15:00 MEZ | Petrarca Padova Rugby | 6 : 50 | Newcastle Falcons | Stadio Plebiscito, Padua Zuschauer: 1.700 |
| 20. Januar 2007 15:00 MEZ | Bericht               |        |                   | Stadio Plebiscito, Padua Zuschauer: 1.700 |

### Gruppe 4
|    | Team                   | Spiele | Siege | Unent. | Ndlg. | Spiel- punkte | Diff. | Bonus- punkte | Tabellen- punkte |
| -- | ---------------------- | ------ | ----- | ------ | ----- | ------------- | ----- | ------------- | ---------------- |
| 1. | Bath Rugby             | 6      | 6     | 0      | 0     | 164:106       | + 58  | 2             | 26               |
| 2. | Harlequins             | 6      | 4     | 0      | 2     | 171:109       | + 62  | 5             | 21               |
| 3. | Connacht Rugby         | 6      | 1     | 0      | 5     | 119:150       | − 31  | 4             | 8                |
| 4. | Montpellier Hérault RC | 6      | 1     | 0      | 5     | 116:205       | − 89  | 1             | 5                |

| 20. Oktober 2006 19:00 WESZ | Connacht Rugby | 18 : 19 | Harlequins | Galway Sportsgrounds, Galway Zuschauer: 2.561 |
| 20. Oktober 2006 19:00 WESZ | Bericht        |         |            | Galway Sportsgrounds, Galway Zuschauer: 2.561 |

| 20. Oktober 2006 19:30 MESZ | Montpellier Hérault RC | 14 : 21 | Bath Rugby | Stade Sabathé, Montpellier Zuschauer: 5.000 |
| 20. Oktober 2006 19:30 MESZ | Bericht                |         |            | Stade Sabathé, Montpellier Zuschauer: 5.000 |

| 28. Oktober 2006 14:15 WESZ | Bath Rugby | 21 : 19 | Connacht Rugby | Recreation Ground, Bath Zuschauer: 10.308 |
| 28. Oktober 2006 14:15 WESZ | Bericht    |         |                | Recreation Ground, Bath Zuschauer: 10.308 |

| 28. Oktober 2006 15:00 WESZ | Harlequins | 57 : 10 | Montpellier Hérault RC | The Stoop, London Zuschauer: 9.020 |
| 28. Oktober 2006 15:00 WESZ | Bericht    |         |                        | The Stoop, London Zuschauer: 9.020 |

| 8. Dezember 2006 18:30 WEZ | Connacht Rugby | 26 : 13 | Montpellier Hérault RC | Galway Sportsgrounds, Galway Zuschauer: 1.200 |
| 8. Dezember 2006 18:30 WEZ | Bericht        |         |                        | Galway Sportsgrounds, Galway Zuschauer: 1.200 |

| 9. Dezember 2006 15:00 WEZ | Harlequins | 18 : 24 | Bath Rugby | The Stoop, London Zuschauer: 10.522 |
| 9. Dezember 2006 15:00 WEZ | Bericht    |         |            | The Stoop, London Zuschauer: 10.522 |

| 15. Dezember 2006 19:30 MEZ | Montpellier Hérault RC | 35 : 22 | Connacht Rugby | Stade Sabathé, Montpellier Zuschauer: 1.800 |
| 15. Dezember 2006 19:30 MEZ | Bericht                |         |                | Stade Sabathé, Montpellier Zuschauer: 1.800 |

| 16. Dezember 2006 14:15 WEZ | Bath Rugby | 20 : 14 | Harlequins | Recreation Ground, Bath Zuschauer: 10.600 |
| 16. Dezember 2006 14:15 WEZ | Bericht    |         |            | Recreation Ground, Bath Zuschauer: 10.600 |

| 12. Januar 2007 19:00 WEZ | Connacht Rugby | 24 : 36 | Bath Rugby | Galway Sportsgrounds, Galway Zuschauer: 2.244 |
| 12. Januar 2007 19:00 WEZ | Bericht        |         |            | Galway Sportsgrounds, Galway Zuschauer: 2.244 |

| 12. Januar 2007 19:30 MEZ | Montpellier Hérault RC | 27 : 37 | Harlequins | Stade Sabathé, Montpellier Zuschauer: 4.200 |
| 12. Januar 2007 19:30 MEZ | Bericht                |         |            | Stade Sabathé, Montpellier Zuschauer: 4.200 |

| 20. Januar 2007 14:15 WEZ | Bath Rugby | 42 : 17 | Montpellier Hérault RC | Recreation Ground, Bath Zuschauer: 10.265 |
| 20. Januar 2007 14:15 WEZ | Bericht    |         |                        | Recreation Ground, Bath Zuschauer: 10.265 |

| 20. Januar 2007 14:15 WEZ | Harlequins | 26 : 10 | Connacht Rugby | The Stoop, London Zuschauer: 9.053 |
| 20. Januar 2007 14:15 WEZ | Bericht    |         |                | The Stoop, London Zuschauer: 9.053 |

### Gruppe 5
|    | Team                  | Spiele | Siege | Unent. | Ndlg. | Spiel- punkte | Diff. | Bonus- punkte | Tabellen- punkte |
| -- | --------------------- | ------ | ----- | ------ | ----- | ------------- | ----- | ------------- | ---------------- |
| 1. | ASM Clermont Auvergne | 6      | 6     | 0      | 0     | 210:107       | + 103 | 4             | 28               |
| 2. | Worcester Warriors    | 6      | 4     | 0      | 2     | 141:99        | + 42  | 4             | 20               |
| 3. | Rugby Viadana         | 6      | 2     | 0      | 4     | 114:145       | − 31  | 3             | 11               |
| 4. | SC Albi               | 6      | 0     | 0      | 6     | 66:180        | − 114 | 0             | 0                |

| 21. Oktober 2006 15:00 WESZ | Worcester Warriors | 25 : 7 | Rugby Viadana | Sixways Stadium, Worcester Zuschauer: 5.526 |
| 21. Oktober 2006 15:00 WESZ | Bericht            |        |               | Sixways Stadium, Worcester Zuschauer: 5.526 |

| 21. Oktober 2006 18:30 MESZ | SC Albi | 21 : 30 | ASM Clermont Auvergne | Stadium Municipal, Albi Zuschauer: 1.600 |
| 21. Oktober 2006 18:30 MESZ | Bericht |         |                       | Stadium Municipal, Albi Zuschauer: 1.600 |

| 27. Oktober 2006 20:00 MESZ | Rugby Viadana | 26 : 13 | SC Albi | Stadio Luigi Zaffanella, Viadana Zuschauer: 1.200 |
| 27. Oktober 2006 20:00 MESZ | Bericht       |         |         | Stadio Luigi Zaffanella, Viadana Zuschauer: 1.200 |

| 28. Oktober 2006 15:00 MESZ | ASM Clermont Auvergne | 29 : 23 | Worcester Warriors | Stade Marcel-Michelin, Clermont-Ferrand Zuschauer: 8.000 |
| 28. Oktober 2006 15:00 MESZ | Bericht               |         |                    | Stade Marcel-Michelin, Clermont-Ferrand Zuschauer: 8.000 |

| 9. Dezember 2006 15:00 WEZ | Worcester Warriors | 29 : 0 | SC Albi | Sixways Stadium, Worcester Zuschauer: 4.917 |
| 9. Dezember 2006 15:00 WEZ | Bericht            |        |         | Sixways Stadium, Worcester Zuschauer: 4.917 |

| 10. Dezember 2006 15:00 MEZ | Rugby Viadana | 9 : 14 | ASM Clermont Auvergne | Stadio Luigi Zaffanella, Viadana Zuschauer: 1.100 |
| 10. Dezember 2006 15:00 MEZ | Bericht       |        |                       | Stadio Luigi Zaffanella, Viadana Zuschauer: 1.100 |

| 16. Dezember 2006 15:00 MEZ | ASM Clermont Auvergne | 57 : 29 | Rugby Viadana | Stade Marcel-Michelin, Clermont-Auvergne Zuschauer: 8.210 |
| 16. Dezember 2006 15:00 MEZ | Bericht               |         |               | Stade Marcel-Michelin, Clermont-Auvergne Zuschauer: 8.210 |

| 16. Dezember 2006 18:30 MEZ | SC Albi | 12 : 23 | Worcester Warriors | Stadium Municipal, Albi Zuschauer: 3.500 |
| 16. Dezember 2006 18:30 MEZ | Bericht |         |                    | Stadium Municipal, Albi Zuschauer: 3.500 |

| 13. Januar 2007 15:00 WEZ | Worcester Warriors | 22 : 35 | ASM Clermont Auvergne | Sixways Stadium, Worcester Zuschauer: 5.848 |
| 13. Januar 2007 15:00 WEZ | Bericht            |         |                       | Sixways Stadium, Worcester Zuschauer: 5.848 |

| 13. Januar 2007 18:30 MEZ | SC Albi | 17 : 27 | Rugby Viadana | Stadium Municipal, Albi Zuschauer: 3.000 |
| 13. Januar 2007 18:30 MEZ | Bericht |         |               | Stadium Municipal, Albi Zuschauer: 3.000 |

| 20. Januar 2007 15:00 MEZ | ASM Clermont Auvergne | 45 : 3 | SC Albi | Stade Marcel-Michelin, Clermont-Ferrand Zuschauer: 8.000 |
| 20. Januar 2007 15:00 MEZ | Bericht               |        |         | Stade Marcel-Michelin, Clermont-Ferrand Zuschauer: 8.000 |

| 20. Januar 2007 15:00 MEZ | Rugby Viadana | 16 : 19 | Worcester Warriors | Stadio Luigi Zaffanella, Viadana Zuschauer: 2.000 |
| 20. Januar 2007 15:00 MEZ | Bericht       |         |                    | Stadio Luigi Zaffanella, Viadana Zuschauer: 2.000 |

## K.-o.-Runde

### Setzliste
Nach der Gruppenphase trafen die fünf Gruppensieger sowie die drei besten Zweitplatzierten aufeinander.
1. ASM Clermont Auvergne
2. Saracens
3. Bath Rugby
4. Newport Gwent Dragons
5. CA Brive
6. Bristol Rugby
7. Glasgow Warriors
8. Newcastle Falcons

### Viertelfinale
| 30. März 2007 18:00 MESZ | ASM Clermont Auvergne                                                                                      | 24 : 19        | Newcastle Falcons                                                                               | Stade Marcel-Michelin, Clermont-Ferrand Zuschauer: 9.000 Schiedsrichter: Malcolm Changleng (Schottland) |
| 30. März 2007 18:00 MESZ | Versuche: Malzieu 8. erh. Floch 21. n.erh. Erhöhungen: James (1) Straftritte: James (4) 21., 43., 61., 65. | (15:6) Bericht | Versuche: Noon 52. erh. Erhöhungen: Wilkinson (1) Straftritte: Wilkinson (4) 14., 38., 44., 67. | Stade Marcel-Michelin, Clermont-Ferrand Zuschauer: 9.000 Schiedsrichter: Malcolm Changleng (Schottland) |

| 31. März 2007 12:00 WESZ | Bath Rugby | 51 : 12         | Bristol Rugby                                                    | Recreation Ground, Bath Zuschauer: 10.600 Schiedsrichter: Iain Goodall (Schottland) |
| 31. März 2007 12:00 WESZ | Versuche: Abendanon 14. erh., 68. n.erh., 72. erh. Maddock 49. n.erh. Cheeseman 52. n.erh. Berne 59. n.erh., 61. erh. Bory 77. erh. Erhöhungen: Barkley (2) Malone (1) Berne (1) Straftritte: Barkley (1) 39. | (10:12) Bericht | Versuche: Robinson 20. n.erh. Lemi 23. erh. Erhöhungen: Gray (1) | Recreation Ground, Bath Zuschauer: 10.600 Schiedsrichter: Iain Goodall (Schottland) |

| 31. März 2007 15:00 WESZ | Newport Gwent Dragons | 39 : 17        | CA Brive                                                                           | Rodney Parade, Newport Zuschauer: 7.112 Schiedsrichter: Wayne Barnes (England) |
| 31. März 2007 15:00 WESZ | Versuche: Morgan 5. n.erh., 19. n.erh. Black 36. erh. Strafversuch 40. erh. Ringer 42. erh. Brew 78. n.erh. Erhöhungen: Sweeney (3) Straftritte: Sweeney (1) 78. | (24:7) Bericht | Versuche: Bolovucu 34. erh. Hufanga 65. n.erh., 69. n.erh. Erhöhungen: Orquera (1) | Rodney Parade, Newport Zuschauer: 7.112 Schiedsrichter: Wayne Barnes (England) |

| 1. April 2007 15:00 WESZ | Saracens | 23 : 19        | Glasgow Warriors                                                                          | Vicarage Road, Watford Zuschauer: 4.259 Schiedsrichter: Christophe Berdos (Frankreich) |
| 1. April 2007 15:00 WESZ | Versuche: Scarbrough 15. erh. Ratuvou 51. erh. Erhöhungen: Jackson (2) Straftritte: Jackson (3) 5., 10., 34. | (16:9) Bericht | Versuche: Lamont 59. erh. Erhöhungen: Parks (1) Straftritte: Parks (4) 21., 31., 39., 57. | Vicarage Road, Watford Zuschauer: 4.259 Schiedsrichter: Christophe Berdos (Frankreich) |

### Halbfinale
| 21. April 2007 13:30 MESZ | ASM Clermont Auvergne | 46 : 29         | Newport Gwent Dragons                                                                                          | Stade Marcel-Michelin, Clermont-Ferrand Zuschauer: 7.500 Schiedsrichter: Dave Pearson (England) |
| 21. April 2007 13:30 MESZ | Versuche: Rougerie 16. erh. Longo 20. erh. Domingo 27. erh. Marsh 55. n.erh. Miguel 63. erh. Mignoni 72. erh. Erhöhungen: James (5) Straftritte: James (2) 4., 8. | (27:12) Bericht | Versuche: Brew 10. n.erh., 42. erh. Black 37. erh. Gough 59. n.erh. Dollman 77. n.erh. Erhöhungen: Sweeney (2) | Stade Marcel-Michelin, Clermont-Ferrand Zuschauer: 7.500 Schiedsrichter: Dave Pearson (England) |

| 22. April 2007 12:30 WESZ | Saracens | 30 : 31         | Bath Rugby | Vicarage Road, Watford Zuschauer: 5.359 Schiedsrichter: Nigel Owens (Wales) |
| 22. April 2007 12:30 WESZ | Versuche: Penney 8. n.erh., 28. erh. Scarbrough 45. erh., 71. n.erh. Erhöhungen: Jackson (2) Straftritte: Jackson (2) 23., 33. | (18:28) Bericht | Versuche: Beattie 13. erh. Grewcock 15. erh. Bory 25. erh. Berne 31. erh. Erhöhungen: Barkley (4) Straftritte: Barkley (1) 49. | Vicarage Road, Watford Zuschauer: 5.359 Schiedsrichter: Nigel Owens (Wales) |

### Finale
| 19. Mai 2007 17:30 WESZ | ASM Clermont Auvergne                                                                                       | 22 : 16       | Bath Rugby                                                                                | The Stoop, London Zuschauer: 10.134 Schiedsrichter: Nigel Owens (Wales) |
| 19. Mai 2007 17:30 WESZ | Versuche: Malzieu 43. erh. Marsh 53. n.erh. James 59. erh. Erhöhungen: James (2) Straftritte: James (1) 19. | (3:6) Bericht | Versuche: Maddock 63. erh. Erhöhungen: Barkley (1) Straftritte: Barkley (3) 13., 37., 75. | The Stoop, London Zuschauer: 10.134 Schiedsrichter: Nigel Owens (Wales) |